# Михайловка (Кобелякский район)
Михайловка (укр. Михайлівка) — село,
Кировский сельский совет,
Кобелякский район,
Полтавская область,
Украина.
Село ликвидировано в 1995 году .

## Географическое положение
Село Михайловка находится на правом берегу реки Восьмачка,
выше по течению на расстоянии в 1,5 км расположено село Сухое,
ниже по течению на расстоянии в 4 км расположено село Гарбузовка,
на противоположном берегу — село Лебедино.

## История
- 1995 — село ликвидировано [1].